# 이리백제초등학교
이리백제초등학교는 대한민국 전북특별자치도 익산시 영등동에 있는 공립 초등학교이다.

## 학교 연혁
- 2000년 3월 1일 이리백제초등학교 개교(26학급 편성)
- 2007년 3월 1일 특수학급(1학급) 신설
- 2014년 3월 3일 병설유치원 개원(1학급 편성)
- 2018년 3월 1일 제6대 최락용 교장 부임
- 2019년 3월 1일 혁신학교(자율학교) 지정
- 2020년 2월 12일 제20회 졸업식 (총 졸업생 남 1,951명, 여 1,820명, 계 3,771명)
- 2020년 3월 2일 28학급 편성(특수학급 2학급 포함), 유치원 3학급 편성
- 2021년 2월 5일 제21회 졸업식 (총 졸업생 남 2,007명, 여 1,884명, 계 3,891명)
- 2021년 3월 2일 27학급 편성(특수학급 2학급 포함), 유치원 3학급 편성
- 2022년 2월 15일 제22회 졸업식 (총 졸업생 남 2,057명, 여1,946명 계 4,003명)
- 2022년 3월 1일 26학급 편성(특수학급 2학급 포함), 유치원 3학급 편성
- 2022년 3월 1일 제7대 윤현경 교장 부임

## 학교 상징
- 교화 - 철쭉(사랑과 기쁨) : 철쭉과의 낙엽 활엽 관목. 높이는 2~5미터이며, 잎은 어긋나고 거꾸로 된 달걀 모양이다. 5월에 연분홍색 꽃이 산형 꽃차례로 피고 열매는 삭과로 10월에 익는다. 관상용이고 한국, 일본, 만주 등지에 분포한다.
- 교목 - 소나무(씩씩한 기상과 곧은 절개) : 소나뭇과의 상록 침엽 교목. 높이는 35미터 정도이며, 잎은 두 잎이 모여나고 피침 모양이다. 꽃은 5월에 피고 열매는 구과로 다음 해 가을에 맺는다. 건축재, 침목, 도구재 따위의 여러 가지 용도로 쓴다. 한국, 일본, 우수리, 만주 등지에 분포한다.
- 교조 - 비둘기(평화) : 비둘기목의 새를 통틀어 이르는 말. 야생종과 집비둘기로 크게 나누는데, 야생종은 대부분 텃새이다. 부리가 짧고 다리도 가늘고 짧으며 날개가 큰 편이다. 성질이 온순하여 길들이기 쉽고 귀소성을 이용하여 통신에 사용하여 평화를 상징하는 새이다.

## 참고 자료
- 이리백제초등학교 - 한국교육학술정보원 학교알리미